# Monchique
Pour l’article homonyme, voir Îlot de Monchique.
Monchique est une municipalité (en portugais : concelho ou município) du Portugal, située dans le district de Faro et la région de l'Algarve.

## Description
Située à 450 mètres d'altitude, la ville de Monchique a conservé un aspect traditionnel de petite ville de montagne, point de départ de randonnées dans la Serra de Monchique.
Monchique est limitrophe :
- au nord, d'Odemira,
- à l'est, de Silves,
- au sud, de Portimão,
- au sud-ouest, de Lagos,
- à l'ouest, d'Aljezur.

## Démographie
| 1801  | 1849  | 1900   | 1930   | 1960   | 1981  | 1991  | 2001  | 2004  |
| ----- | ----- | ------ | ------ | ------ | ----- | ----- | ----- | ----- |
| 4 658 | 6 891 | 11 517 | 14 205 | 14 779 | 9 609 | 7 309 | 6 974 | 6 441 |

## Subdivisions
La municipalité de Monchique groupe 3 paroisses (en portugais : freguesias) :

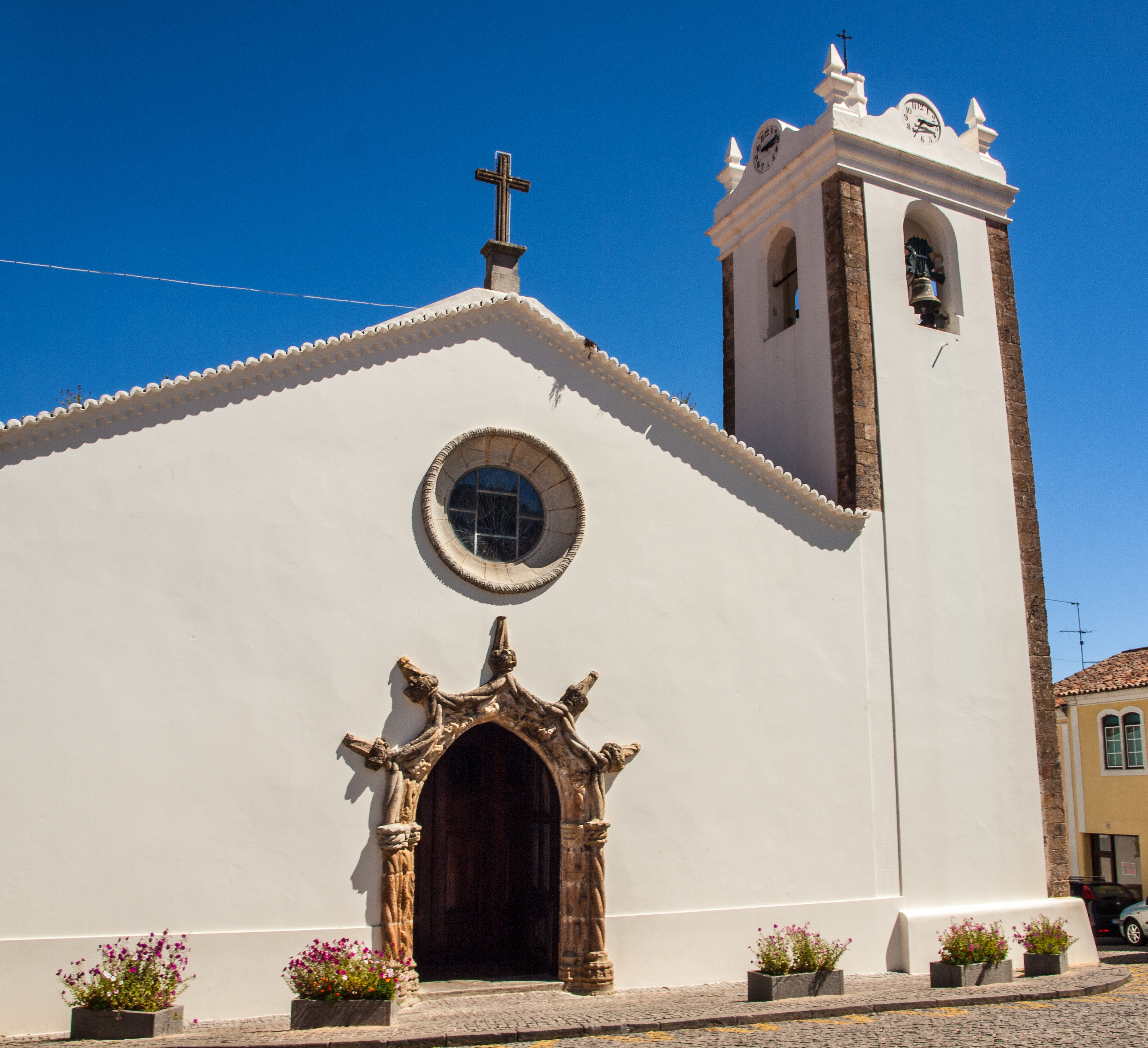
Église de Monchique

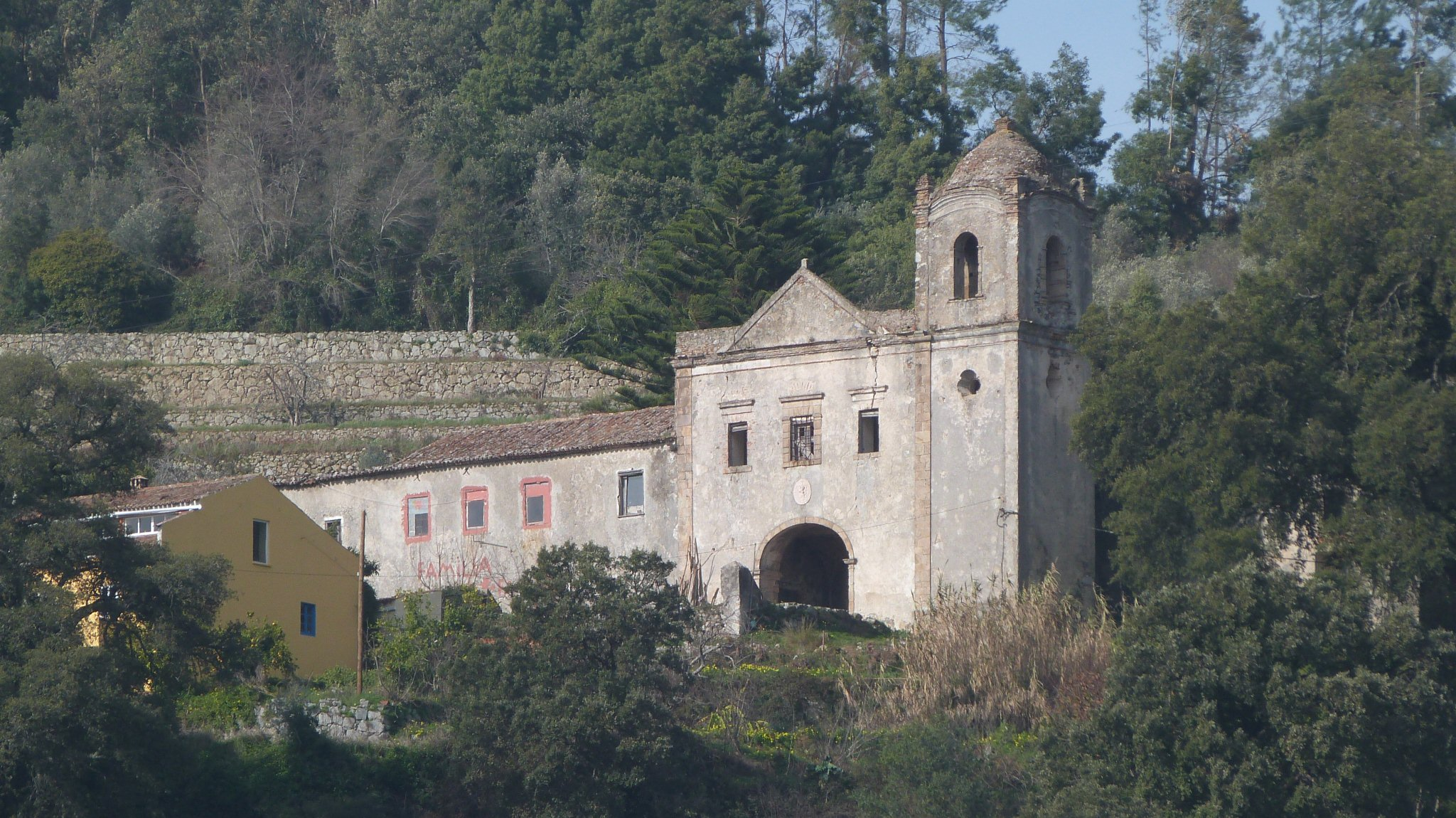
Monastère de Notre-Dame de l'Exil (Nossa Senhora do Desterro)

- Alferce
- Marmelete
- Monchique
  - Caldas de Monchique

## Monuments
- L'église Igreja Matriz, XVIe siècle, dans le centre de la ville, possède un portail de style manuélin dont les colonnes torsadées sont couronnées de nœuds ornementaux.

- Les ruines du monastère Nossa Senhora do Desterro, établissement franciscain fondé en 1632 par dom Pedro da Silva, dominent la ville et offrent une vue sur le Picota.

## Économie
Monchique est renommée pour son artisanat (meubles en bois).

## Autres
On y trouve les ruines d'un couvent franciscain de 1632, Nossa Senhora do Desterro.
L'eau de source des collines coule à travers la ville où elle approvisionne les fontaines de la place principale (Largo dos Choroes), puis coule vers Caldas de Monchique où elle est mise en bouteille et commercialisée en Algarve.

## Environs
La campagne environnante comprend des bois, des terrasses plantées, et de nombreux chemins.
À 6 km au sud de Monchique, Caldas de Monchique offre les seuls thermes de l'Algarve au milieu d'un petit village où quelques restaurants et hôtels sont centrés autour d'une placette.

### Feux de forêt
En septembre 2016, la forêt de Monchique a été touchée par un violent feu de forêt de "manière très explosive".
L' incendie de Monchique de 2018 était un feu de forêt qui s'est produit dans la chaîne de montagnes de Monchique. L'incendie a commencé le 3 août et a été partiellement maîtrisé le matin du 10 août.
L'incendie a fait 41 blessés et a consommé une superficie forestière de 26 885 hectares, ainsi que 62 premières maisons et 49 résidences secondaires.
Parmi les causes indiquées par les experts pour l'ampleur et l'incontrôlabilité du feu figurent l'excès et le manque de contrôle de la plantation d'eucalyptus, le nombre insuffisant de bandes de discontinuité, la température extrême et les difficultés d'accès,,. Plus de 72% de la chaîne de montagnes de Monchique est occupée par des eucalyptus. Les experts sont unanimes pour critiquer le manque d’aménagement du territoire qui a permis l’expansion incontrôlée des plantations d’eucalyptus, qui dominent rapidement le paysage.
L’incendie de 2018 a été précédé par plusieurs incendies de grande ampleur survenus dans la même région au cours des années précédentes. En 2003, deux incendies majeurs se sont produits qui ont brûlé 90 % du territoire de Monchique et 41 000 hectares de forêt. Le premier a été actif entre le 8 et le 18 août et le second entre le 11 et le 19 septembre,.